# Gerad
Gerad (auch Garad) war im Mittelalter der Titel für die islamischen Herrscher und Stammesführer im kaiserlichen Äthiopien. Sie beherrschten die islamisierten Gebiete im südöstlichen Grenzgebiet des Kaiserreichs. In der Geschichte Äthiopiens waren die Gerads häufig Vasallen der äthiopischen Kaiser, gingen mitunter aber auch antiäthiopische Allianzen mit den islamischen Sultanaten Ifat und Adal ein. Durch militärischen Druck oder auch durch Heiratspolitik versuchten die Kaiser mehr oder weniger erfolgreich, die Gerad an das äthiopische Kaiserreich zu binden. Nachdem Kaiser Zara Yaqob (1434–1468) mit seinem Plan, den Gerad von Bali durch Heirat mit seiner Schwester enger an Äthiopien zu binden, gescheitert war, ließ er die Gebiete aller Gerad kurzerhand militärisch besetzen. Er schaffte den Titel Gerad ab und ersetzte ihn durch den Hegeno, einen kaiserlichen Verwalter. Aber bereits sein Nachfolger Kaiser Beyde Maryam I. (1468–1478) führte den Titel des Gerad wieder ein.